# Croixanvec
Croixanvec är en kommun i departementet Morbihan i regionen Bretagne i nordvästra Frankrike. Kommunen ligger i kantonen Pontivy som tillhör arrondissementet Pontivy. År 2019 hade Croixanvec 173 invånare.

## Befolkningsutveckling
Antalet invånare i kommunen Croixanvec
| Referens: INSEE |